# Giro ciclistico della provincia di Cosenza 2006
Il Giro ciclistico della provincia di Cosenza 2006 fu la diciannovesima ed ultima edizione della corsa. Si svolse dal 19 al 20 maggio 2006, su un percorso di 275 km e fu vinta dall'ucraino Volodymyr Zahorodnij, che terminò la gara in 7h13'21". Era inserita nel calendario dell'UCI Europe Tour 2006 e per questo motivo fu aperta anche a ciclisti Elite seconda fascia

## Tappe
| Tappa  | Data      | Percorso                           | km  | Vincitore di tappa   | Leader cl. generale  |
| ------ | --------- | ---------------------------------- | --- | -------------------- | -------------------- |
| 1ª-1ª  | 19 maggio | Tortora Lido > Acquappesa          | 67  | Francesco Reda       | Francesco Reda       |
| 1ª-2ª  | 19 maggio | Grimaldi > Montalto Uffugo         | 77  | Antonio Bucciero     | Daniele Marziani     |
| 2ª     | 20 maggio | Castiglione Cosentino > Aprigliano | 131 | Volodymyr Zahorodnij | Volodymyr Zahorodnij |
| Totale | Totale    | Totale                             | 275 |                      |                      |

## Dettagli delle tappe

### 1ª tappa-1ª semitappa
- 19 maggio: Tortora Lido > Acquappesa – 67 km

Risultati
| Pos. | Corridore       | Squadra     | Tempo    |
| ---- | --------------- | ----------- | -------- |
| 1    | Francesco Reda  | Publysport  | 1h31'00" |
| 2    | Giovanni Carini | Pagnoncelli | s.t.     |
| 3    | Darwin Urrea    | Sammarinese | s.t.     |

| Pos. | Corridore       | Squadra     | Tempo    |
| ---- | --------------- | ----------- | -------- |
| 1    | Francesco Reda  | Publysport  | 1h31'00" |
| 2    | Giovanni Carini | Pagnoncelli | s.t.     |
| 3    | Darwin Urrea    | Sammarinese | s.t.     |

### 1ª tappa-2ª semitappa
- 19 maggio: Grimaldi > Montalto Uffugo – 77 km

Risultati
| Pos. | Corridore        | Squadra     | Tempo    |
| ---- | ---------------- | ----------- | -------- |
| 1    | Antonio Bucciero | Pagnoncelli | 1h56'00" |
| 2    | Marco Cattaneo   | Pagnoncelli | s.t.     |
| 3    | Daniele Marziani | Aran Cucine | s.t.     |

| Pos. | Corridore            | Squadra     | Tempo    |
| ---- | -------------------- | ----------- | -------- |
| 1    | Daniele Marziani     | Aran Cucine | 3h27'00" |
| 2    | Stefano Usai         | Palazzago   | s.t.     |
| 3    | Volodymyr Zahorodnij | Pagnoncelli | s.t      |

### 2ª tappa
- 20 maggio: Castiglione Cosentino > Aprigliano – 131 km

Risultati
| Pos. | Corridore            | Squadra     | Tempo    |
| ---- | -------------------- | ----------- | -------- |
| 1    | Volodymyr Zahorodnij | Pagnoncelli | 3h46'00" |
| 2    | Aleksej Ščebelin     | Sammarinese | a 11"    |
| 3    | Marco Cattaneo       | Pagnoncelli | a 11"    |

| Pos. | Corridore            | Squadra     | Tempo    |
| ---- | -------------------- | ----------- | -------- |
| 1    | Volodymyr Zahorodnij | Pagnoncelli | 7h13'21" |
| 2    | Aleksej Ščebelin     | Sammarinese | a 11"    |
| 3    | Marco Cattaneo       | Pagnoncelli | a 15"    |

## Classifiche finali

### Classifica generale
| Pos. | Corridore            | Squadra      | Tempo    |
| ---- | -------------------- | ------------ | -------- |
| 1    | Volodymyr Zahorodnij | Pagnoncelli  | 7h13'21" |
| 2    | Aleksej Ščebelin     | Sammarinese  | a 11"    |
| 3    | Marco Cattaneo       | Pagnoncelli  | a 15"    |
| 4    | Stefano Usai         | Palazzago    | a 1'12"  |
| 5    | Marco Ghiselli       | Massi Team   | a 2'11"  |
| 6    | Alessandro Bisolti   | Palazzago    | a 3'44"  |
| 7    | Carlos Quintero      | Futura Team  | a 3'53"  |
| 8    | Bruno Rizzi          | Pagnoncelli  | a 4'55"  |
| 9    | Umberto Nardecchia   | C. Calzatura | a 5'19"  |
| 10   | Darwin Urrea         | Sammarinese  | a 6'31"  |